# 郷司
郷司（ごうじ）とは、中世の国衙領（郷）に設置された在庁官人の1つ。

## 概要
律令政治の弛緩は地方政治にも大きな影響を与え、従来は郡の下部組織であった郷（元の里）の位置づけも変化して、有力な郷（郷倉が置かれた郷など）が郡から分離したり、郡そのものを分割したりすることで名称は依然として「郷」でありながら実質は郡と同じ役割を果たすものが登場した。その結果、郷は郡とほぼ同格の位置づけとなった。そのような状況において、旧来の郡司の指揮下で郷の行政を行っていた郷長は姿を消し、それに代わって郡司とほぼ同様の役目を担う郷の責任者として登場したのが郷司でその時期は11世紀とみられている。
郷司は国司の補任を受けてその直接指揮の下1つもしくは複数の郷における徴税業務を担当して、加徴米などからなる郷司職を得分として受け、実質的には世襲されるケースが多かった。また、在庁官人の一員として留守所に詰めることもあった。郷司には開発領主などの地域の有力者が多く、自らの私有地を有力者に寄進して荘園の下司となる者もいた。郷の地位上昇が著しかった西国では後々まで「郷司」の名称が見られるが、その多くが武士化して鎌倉幕府に仕え、地頭などに補任されて地域に勢力を伸ばすことになった。